# Mount Mara
Mount Mara was van 2016 tot 2023 een attractie in het Belgische pretpark Bobbejaanland. De attractie is een rit met virtual reality-bril in de reeds langer bestaande achtbaan Revolution. Dat is een achtbaan van het type Illusion, gebouwd door Vekoma. Mount Mara werd bij het begin van seizoen 2016 eind maart al in gebruik genomen, en werd officieel ingehuldigd op zaterdag 30 april van dat jaar.

## Khyonesië
Het thema en concept werden volledig aangepast in de stijl van naastgelegen belevingstunnel The Forbidden Caves. Inzittenden dragen een virtual reality-bril van Samsung waarin een film speelt die gaat over een rit doorheen een uitbarstende vulkaan.

## Mount Mara en Revolution

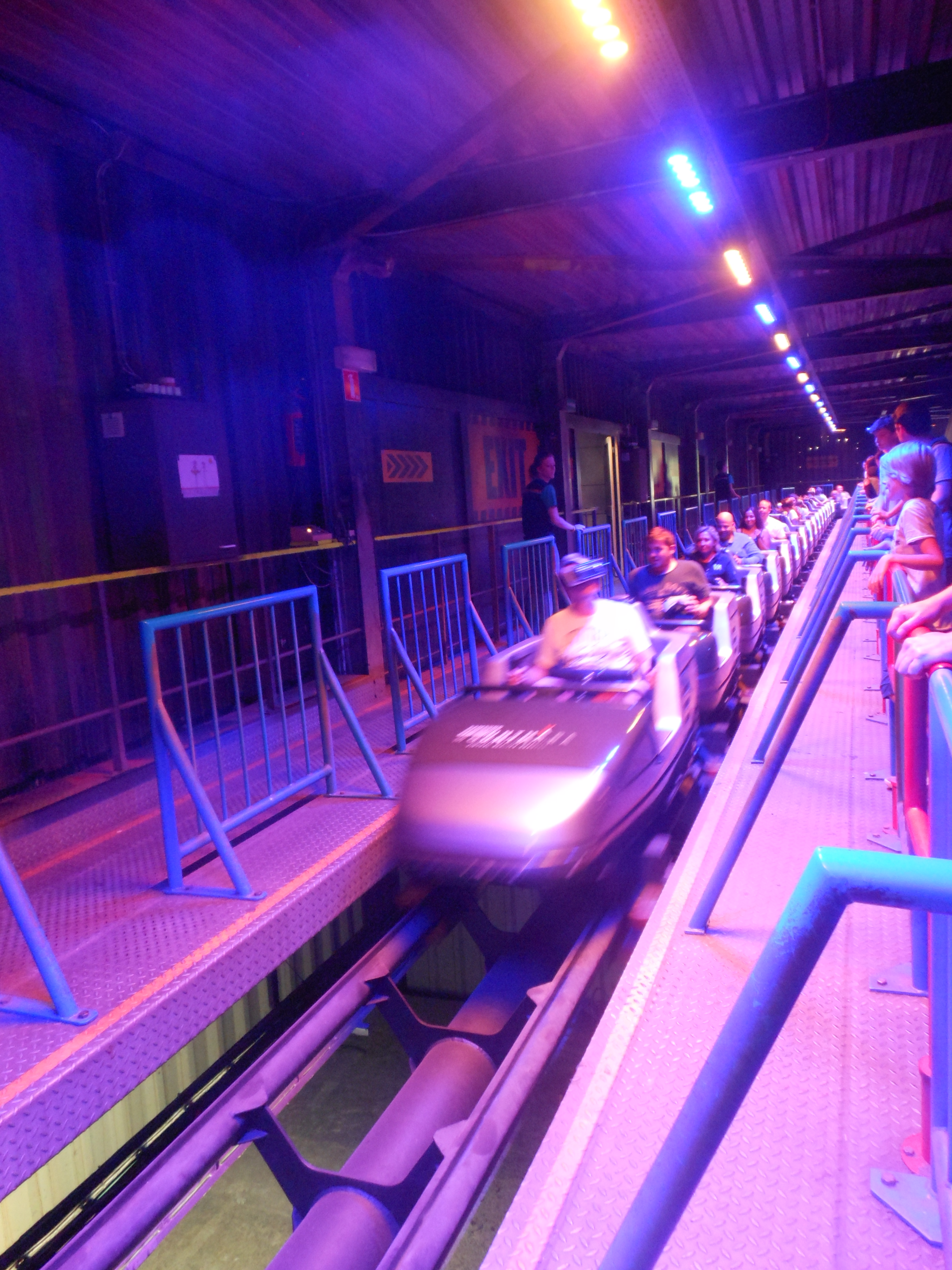
De trein die aankomt in het station. De eerste persoon kijkt naar de uitbarstende vulkaan aan de linkerkant.

Mount Mara was geen vervanger voor Revolution, maar een nieuwe attractie die van dezelfde baan en trein gebruikmaakte. In het begin was er steeds Mount Mara tot 13:00, maar na een tijd werd daarvan afgestapt en organiseerde men het anders: de eerste vijftien wagons waren voor Mount Mara, de achterste vijftien van de 56-meter lange trein voor Revolution.
Dit zorgde echter voor een zeer lange wachtrij voor beide attracties, vooral voor Mount Mara, aangezien daar maar één persoon per wagentje mocht zitten in plaats van twee. Met het uitdelen en ophalen van de brillen erbij vertrok er om de vijf minuten een trein, wat de capaciteit op slechts minder dan 200 personen per uur bracht. Bovendien was Revolution zo toch niet meer in zijn oorspronkelijke vorm te beleven, daar in de hal op die manier altijd de muziek van Mount Mara klonk. In mei 2017 werd beslist om terug de muziek te draaien van Revolution, maar na het wegvallen van de film in juli 2018 kwam men hierop terug. Zelfs na het plaatsen van een nieuwe projector voor Revolution bleef de Mount Mara-muziek behouden.
In 2020 werd Mount Mara stilgelegd omwille van de coronapandemie. In seizoen 2022, toen er geen coronamaatregelen meer van kracht waren, werd de baan 's ochtends als Revolution en 's middags als Mount Mara gebruikt, die geregeld uitviel door technische problemen met het VR-systeem. Op 24 april werd de attractie vanwege technische problemen opnieuw stilgelegd. Sindsdien was de toekomst van de attractie onzeker, daar in augustus de eerste signalisatie werd verwijderd. Op 27 januari 2023 werd de attractie definitief verwijderd vanwege gebrek aan belangstelling.

## De rit
Na het instappen in de fysieke trein kreeg men van een medewerker een VR-bril. Wanneer de inzittende deze opzette, waande deze zich een persoon op een quad in een soort van houten hangar. Zodra de fysieke trein van de achtbaan startte, was het voor de inzittende alsof hij met de quad naar buiten reed. Hij bevond zich op een opwaarts draaiend pad aan de binnenkant van een vulkaan op een tropisch eiland. Rotsblokken vielen naar beneden en aan de linkerkant was de stijgende lava te zien. Wanneer de quad bovenaan kwam, kreeg de inzittende een ver uitzicht over de wijde omgeving met felblauwe lucht. De quad daalde de vulkaan snel weer af langs een pad aan de buitenkant, want de vulkaan kon elk moment uitbarsten. Onderweg werd men opnieuw geconfronteerd met steile hellingen - in de film veel steiler dan de achtbaan in werkelijkheid is, wat het gevoel tijdens de rit versterkte - en vallende rotsblokken, apen die in de weg sprongen en dergelijke. Wanneer de fysieke trein in de remmen reed, reed de quad in de film op een boot die snel wegvoer van het eiland. Terwijl de fysieke trein de laatste bocht nam, zag de inzittende aan de linkerkant de uitbarstende vulkaan.

## Wachtrij
De wachtrij van Mount Mara was in het eerste gedeelte gescheiden van die van Revolution en aangekleed in een ander thema. Het tweede gedeelte bevond zich in dezelfde ruimte als de wachtrij voor Revolution, waar een grote trap naar het station stond, dat zich een aantal meter boven de grond bevond.
De wachtrij was behoorlijk "steriel" gethematiseerd. Bezoekers waren zogezegd op expeditie om data te verzamelen over de vulkaan voor een lab met een team onderzoekers dat de vulkaan onderzocht. De wachtrij was eerder gethematiseerd naar een laboratorium - met felle lampen en de muren hebben een vlakke, groene kleur - niet naar de streek waarin de film tijdens de rit zich afspeelde.

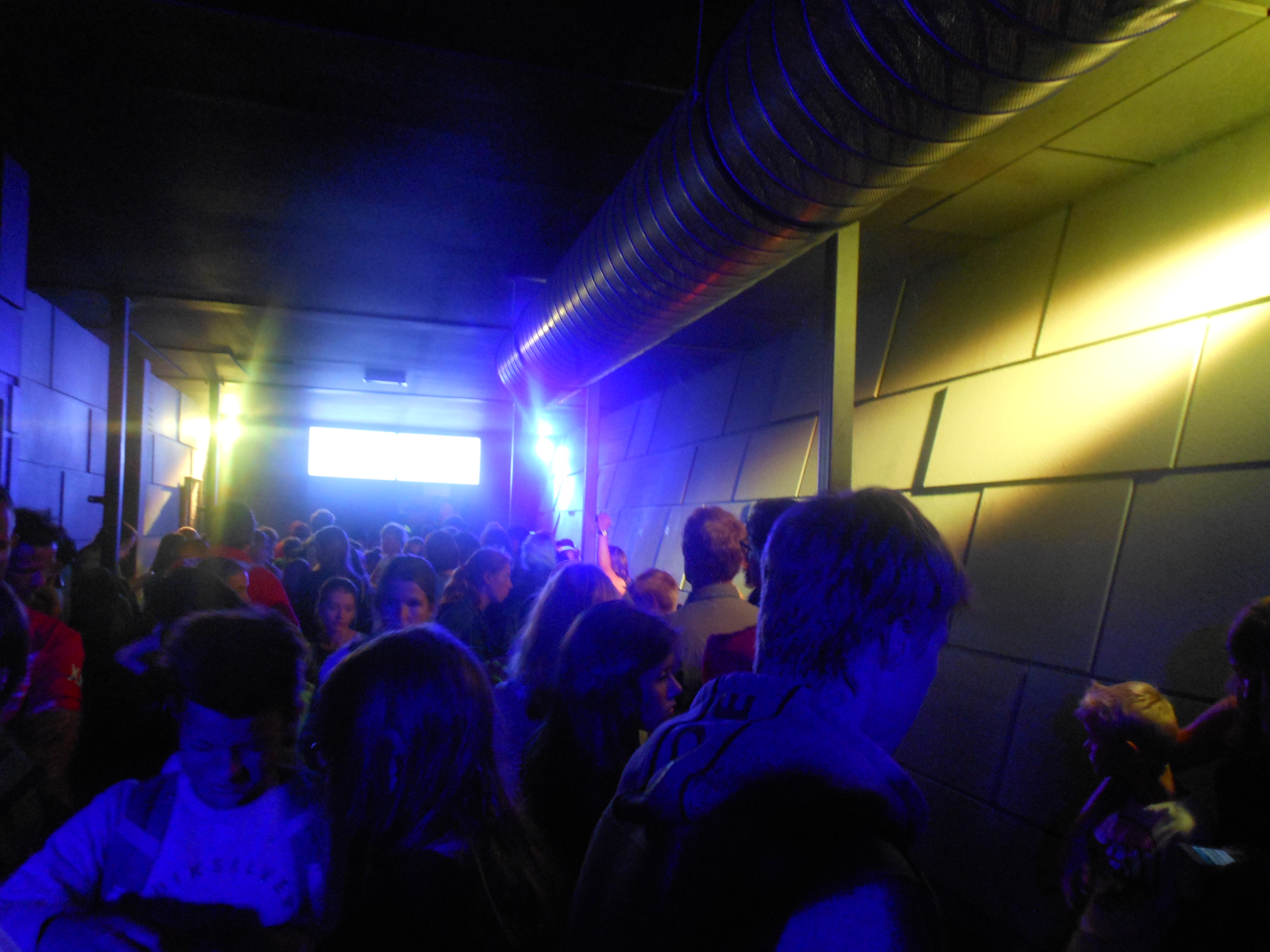
De binnenwachtrij
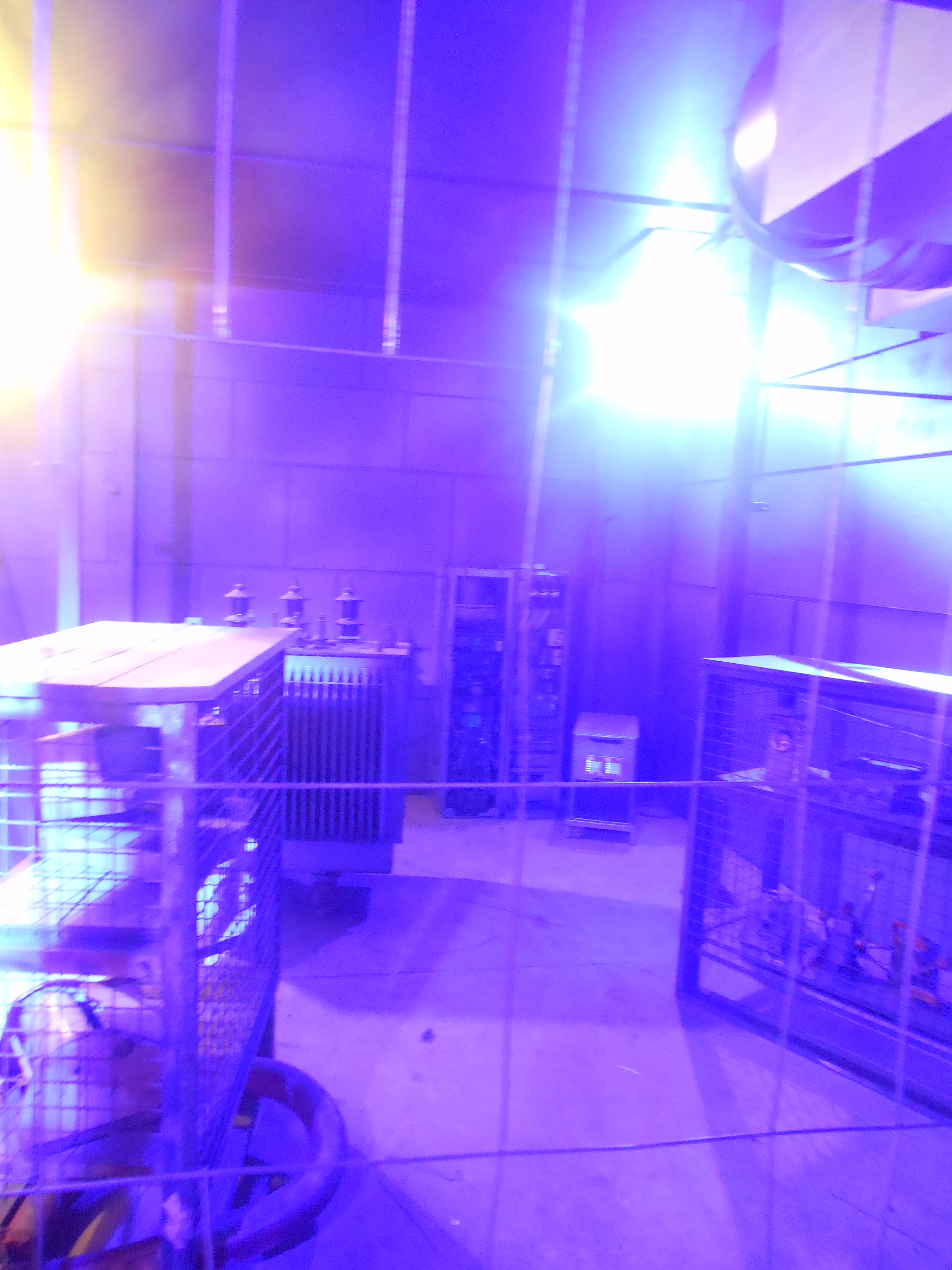
Een stukje thema in de binnenwachtrij
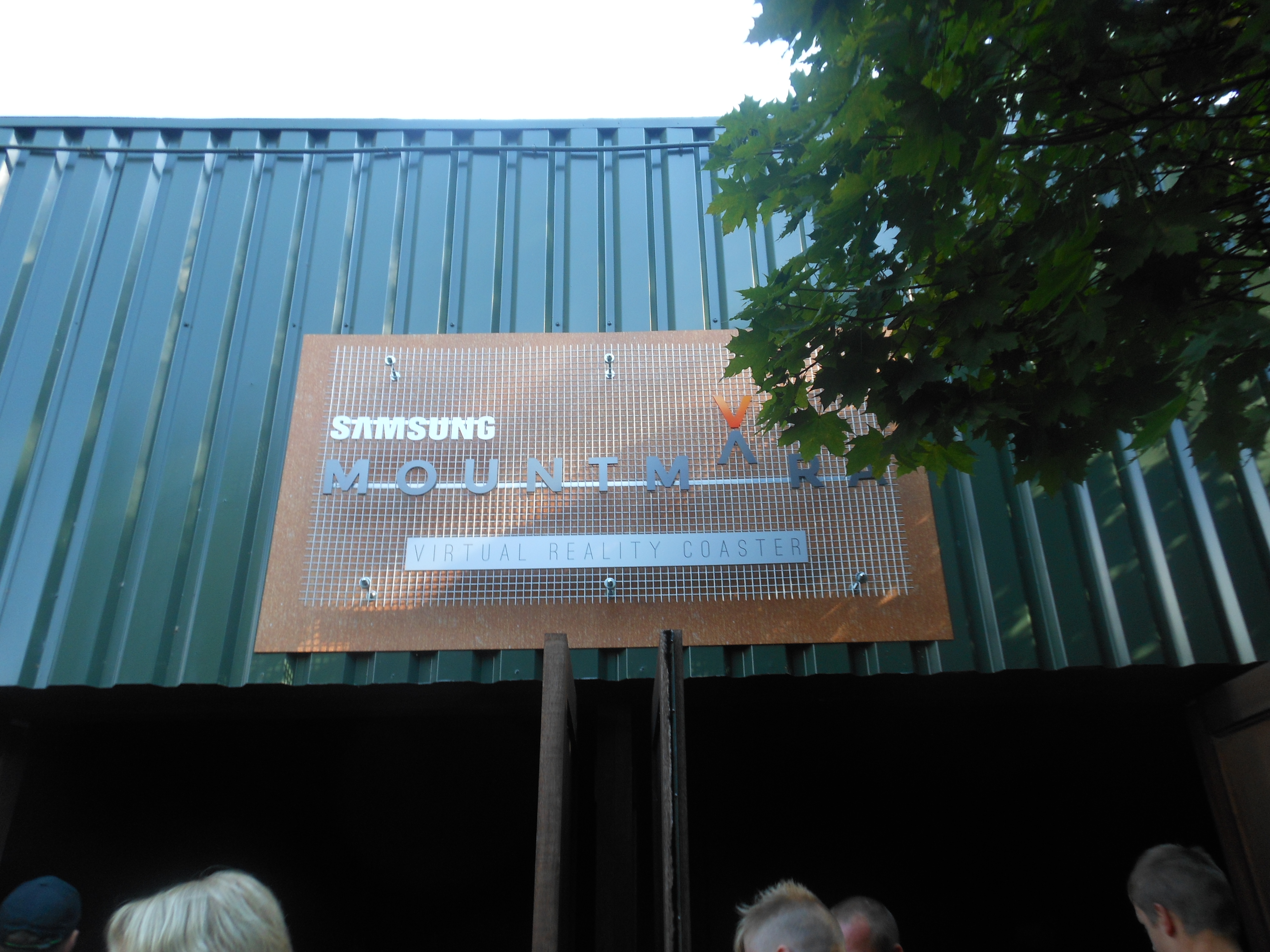
De ingang van de binnenwachtrij

## Minimumleeftijd
Om Mount Mara te kunnen beleven, moest men ten minste 13 jaar oud zijn. Jongere kinderen konden namelijk geen VR-bril dragen.

## Mount Mara in coronatijd
Omwille van de COVID-19-pandemie was het onmogelijk om de brillen na elke rit te ontsmetten om besmetting van het virus te voorkomen. Vandaar dat bezoekers de "Mount Mara"-rit niet konden beleven. Wel werd de volledige trein gebruikt voor de Revolution-rit.
Afbeeldingen